# Diadelia nigropunctata
Diadelia nigropunctata är en skalbaggsart som beskrevs av Stefan von Breuning 1980. Diadelia nigropunctata ingår i släktet Diadelia och familjen långhorningar.
Artens utbredningsområde är Madagaskar. Inga underarter finns listade i Catalogue of Life.